# Creu del Convent
La Creu del Convent és una creu de terme de Dénia (Marina Alta) situada a la plaça del Convent.
La creu va ser tallada en pedra tosca per l'escultor Jaume Blanquer a principis del segle XVII i es va col·locar davant de l'església de Sant Antoni, a la porta del mar de la població. Va ser incautada durant la Guerra Civil espanyola. Cap el 1980 es va col·locar una reproducció al jardí central de la plaça de la Constitució, davant de l'Ajuntament, i el 2006 es va retornar al lloc inicial. La creu original està dipositada al Museu Arqueològic de Dénia.